# Кенкхёйс, Йохан
Йохан Кенкхёйс (нидерл. Johan Kenkhuis; род. 7 мая 1980 года, Оверэйсел, Нидерланды) — нидерландский пловец, двукратный призёр Олимпийских игр в эстафетах (2000 и 2004), чемпион мира 1999 года в эстафете на короткой воде, многократный чемпион Европы в эстафетах. Выступал в плавании вольным стилем на дистанциях 50, 100 и 200 метров.
Он выступал на двух Олимпийских играх и выиграл бронзовую и серебряную медали в эстафете 4×100 метров вольным стилем.
Он открыто заявил о принадлежности к ЛГБТ на Олимпийских играх 2004 года.
Ушёл из большого спорта в 2006 году.